# Gambijskie Siły Powietrzne

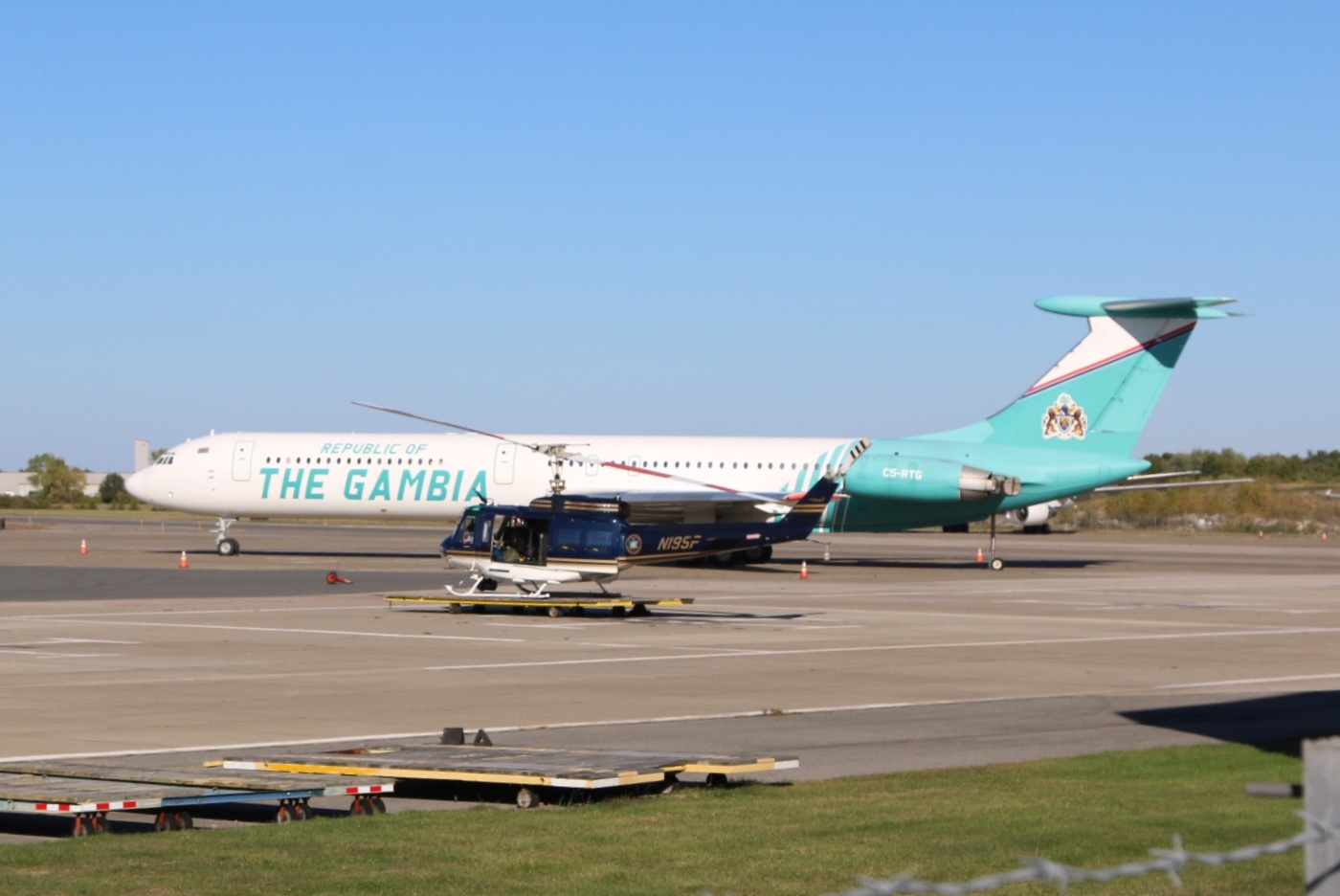
Ił-62M Gambijskich Sił Powietrznych (2014)

Gambijskie Siły Powietrzne składają się z 25 żołnierzy i dysponują samolotami, które służą głównie do celów transportowych. Gambia posiada jedne z najmniejszych wojskowych sił lotniczych na świecie.

## Wyposażenie[1]
| Model          | Kraj Pochodzenia | Przeznaczenie     | Liczba | Zamówienia |
| -------------- | ---------------- | ----------------- | ------ | ---------- |
| Suchoj Su-25KM | ZSRR             | Samolot szturmowy | 1      | 0          |